# Atractaspidinae
Los atractaspidinos (Atractaspidinae) son una subfamilia de serpientes de la familia Lamprophiidae; propios de África y el Medio Oriente. Actualmente se distinguen 12 géneros reconocidos.

## Descripción
Esta subfamilia incluye muchos géneros que anteriormente fueron clasificados en otras familias sobre la base del tipo de colmillos. Incluye especies sin colmillos, con colmillos traseros, colmillos fijos, y especies que se parecen a víboras. Los datos moleculares y fisiológicos que distinguen esta familia de los demás son ambiguos y a menudo contradictorios, lo que significa que la clasificación taxonómica de esta familia es muy discutible. La familia nominal, Atractaspididae, ha sido trasladada desde otros taxones, lo que refuerza la ambigüedad de esta familia.

## Distribución
Las especies agrupadas en esta familia son nativas de África y el Medio Oriente.

## Veneno
La mayoría de estas serpientes son inofensivas o son demasiado pequeñas para causar envenenamientos graves en los seres humanos. Sin embargo, algunos pueden causar grave necrosis de los tejidos; por ejemplo si ocurre una mordedura del pulgar, la víctima puede perder la punta del dedo afectado. Las recaídas pueden producirse durante mucho tiempo después de la mordedura.
Muy pocas muertes parecen ser el resultado de mordeduras por estas serpientes, aunque los adultos grandes de Atractaspis microlepidota y algunas otras especies con glándulas largas, son probablemente peligrosas para los humanos. Algunas de las especies con colmillos largos son capaces de morder o picar a su presa (o un ser humano desafortunado), incluso mientras la boca está cerrada, y el agarre típico usado por herpetólogos para controlar las serpientes venenosas no es necesariamente seguro para este grupo. La capacidad de picar lateralmente, incluso con una boca cerrada, es la base para un nombre inglés utilizado para algunos de ellos: side-stabbing snakes ("serpientes punzantes laterales").

## Géneros
Se distinguen los siguientes géneros reconocidos:
| Familia Atractaspididae -- 12 géneros |                   |                 |                       |
| Géneros                               | Author taxonómico | Número especies | Distribución          |
| Amblyodipsas                          | Peters, 1857      | 9               | África                |
| Aparallactus                          | A. Smith, 1849    | 11              | África                |
| Atractaspis                           | A. Smith, 1849    | 15              | África, Medio Oriente |
| Brachyophis                           | Mocquard, 1888    | 1               | África                |
| Chilorhinophis                        | Werner, 1907      | 3               | África                |
| Elapotinus                            | Jan, 1862         | 1               | África                |
| Hypoptophis                           | Boulenger, 1908   | 1               | África                |
| Macrelaps                             | Boulenger, 1896   | 1               | África                |
| Micrelaps                             | Boettger, 1880    | 5               | África, Medio Oriente |
| Poecilopholis                         | Boulenger, 1903   | 1               | África                |
| Polemon                               | Jan, 1858         | 13              | África                |
| Xenocalamus                           | Günther, 1868     | 5               | África                |

## Taxonomía
Anteriormente clasificada como Aparallactinae, una subfamilia de los colúbridos (Colubridae).